# Samchūl
Samchūl (persiska: سمچول) är en ort i Iran.   Den ligger i provinsen Mazandaran, i den norra delen av landet, 230 km öster om huvudstaden Teheran. Samchūl ligger 1 266 meter över havet och antalet invånare är 349.
Terrängen runt Samchūl är lite bergig.Runt Samchūl är det ganska tätbefolkat, med 100 invånare per kvadratkilometer. Närmaste större samhälle är Yakh Kesh, 13,7 km norr om Samchūl. I omgivningarna runt Samchūl växer i huvudsak blandskog.